# Allersdorf (Thüringen)
Allersdorf is een plaats en voormalige gemeente in de Duitse deelstaat Thüringen en maakt deel uit van de Ilm-Kreis.
De gemeente werd op 1 mei 1974 opgenomen in de gemeente Herschdorf, die op 1 januari 2019 werd opgeheven en opging in de gemeente Großbreitenbach.
Allersdorf en Willmersdorf waren vanaf 1 mei 1974  Ortsteile  van Herschdorf,  maar zijn na de herindeling  van begin 2019 aan Herschdorf gelijkwaardige stadsdelen van Großbreitenbach geworden.
Allersdorf · Altenfeld · Böhlen · Friedersdorf · Gillersdorf · Großbreitenbach · Herschdorf · Neustadt am Rennsteig · Wildenspring · Willmersdorf